# Chaperiopsis cylindracea
Chaperiopsis cylindracea is een mosdiertjessoort uit de familie van de Chaperiidae. De wetenschappelijke naam van de soort is, als Electra cylindracea, voor het eerst geldig gepubliceerd in 1884 door George Busk.